# Esox masquinongy
O lúcio-almiscarado (Esox masquinongy) é um peixe do gênero Esox. Esta é uma espécie de peixe de água doce grande, relativamente raro da América do Norte, grande e agressiva, que se alimenta de aves, mamíferos, répteis e outros peixes.